# Bildrecht (Unternehmen)
Die Bildrecht GmbH – Gesellschaft zur Wahrnehmung visueller Rechte ist eine nach dem Verwertungsgesellschaftengesetz staatlich genehmigte Urheberrechtsgesellschaft in Österreich. Zweck der Gesellschaft ist es, die den Künstlern nach dem Urheberrechtsgesetz zustehenden Rechte treuhändig wahrzunehmen. Bis September 2013 war die Bildrecht GmbH unter dem Namen Verwertungsgesellschaft für Bildende Kunst, Fotografie und Choreografie (VBK) tätig.

## Aufgaben und Tätigkeitsgebiete
Die Bildrecht, damals Verwertungsgesellschaft Bildender Künstler (VBK), wurde am 4. Mai 1977 in Form eines Vereines gegründet. Zu den Gründungsmitgliedern gehörten Erich Huber, Adolf Frohner, Christa Hauer-Fruhmann, Hans Mayr, Hermann Painitz, Karl Rössel-Majdan, Ernst Beranek, Elisabeth Gaisser, Kurt Gerlach, Heidi Grundmann, Erich Kucher, Johann Mohorko, Paul Peschke, Alfred Proksch und Alfred Uhl.
Laut Vereinsstatuten ist es die Aufgabe der Bildrecht GmbH, die ihr zugehörigen Künstler dem Gesetzgeber und den öffentlichen sowie privaten Stellen gegenüber zu vertreten. Weiters wirkt der Verein durch Verhandlungen an der Gesetzesgestaltung mit. 
Die Einhebung und Verteilung der Einnahmen an ihre Mitglieder bei Nutzung ihrer Werke gehört zu ihren Aufgaben, ebenso der Schutz der Rechte ihrer Mitglieder gegenüber Dritten. Dabei hat die Bildrecht die Vollmacht, diese Rechte auch gerichtlich wahrzunehmen. Wichtig sind auch die Abschlüsse von Verträgen mit Nutzerorganisationen wie beispielsweise ORF, Kabel TV-Unternehmen, Leerkassettenimporteuren, Bund und Ländern. Die Bildrecht ist in ganz Österreich tätig. Weiters sorgt sie weltweit durch Vernetzung mit Partnerorganisationen für die Wahrnehmung der von ihr verwalteten Rechte. Die Bildrecht unterstützt in Not geratene Künstler und ist zur Förderung junger Künstler verpflichtet.

## Organisation
Der Verein für Bildende Kunst, Fotografie und Choreografie hat es zum Ziel die Interessen der bildenden Künstler, Fotografen und Choreografen in allen rechtlichen, beruflichen, wirtschaftlichen, sozialen und kulturpolitischen Belangen zu fördern. Um diese Belange vertreten zu können und im Rahmen einer Gesellschaft nach dem Verwertungsgesellschaftsrecht handeln zu können, wurde die Bildrecht GmbH gegründet. Die Bildrecht GmbH ist das nach außen hin tätige Organ des Vereins. 
Gesellschafter der GmbH sind alle Mitglieder. 
Im Rahmen der Generalversammlung wählen die Mitglieder den Vorstand.
Der Vorstand setzt sich aus bildenden Künstlern aller Sparten zusammen. Aus der Mitte der Vorstände wird der Präsident des Vereins gewählt.
Der Präsident der Vertreter der Gesellschafter, im Rahmen der Generalversammlung auch ein Beirat gewählt. Dieser setzt sich aus Mitgliedern des Vorstandes zusammen und nimmt aktiv an Entscheidungsprozessen der Bildrecht GmbH im Rahmen von Beiratssitzungen teil.
Über wesentliche Belange, die den Verein betreffen, können die Mitglieder in jeder Mitgliederversammlung selbst entscheiden. Die Gründer haben diese Möglichkeit zur Mitbestimmung als wesentlich erachtet, da alle Mitglieder in Form von Urheberrechten Teile ihres Kapitals in die Bildrecht einbringen.
Seit 1. Juli 2010 ist Günter Schönberger Geschäftsführer, in Nachfolge von Karin Lobentanz. Der Verein ist unter Präsident Michael Kos und den Vizepräsidentinnen Regina Maria Anzenberger und Sofie Thorsen formiert.
Bei der Dachgesellschaft, in der 160 Urheberrechtsgesellschaften weltweit auf allen Gebieten (Musik, Literatur, Bildende Kunst) vereinigt sind, ist die Bildrecht Mitglied. Diese heißt CISAC (Confédération Internationale des Sociétés d’Auteurs et Compositeurs).
Weiters ist die Bildrecht Mitglied der EVA (European Visual Artists), in der alle europäischen Urheberrechtsgesellschaften gemeinsam im Interesse ihrer Mitglieder auf urheberrechtlicher Ebene tätig sind.
Wie alle Verwertungsgesellschaften untersteht auch die Bildrecht der Aufsicht der Behörde.

## Bildraum 01, Bildraum 07 und Bildraum Bodensee
Die Bildrecht unterhält drei Ausstellungsflächen. Sowohl Bildraum 01, Bildraum 07 als auch Bildraum Bodensee werden von der Bildrecht GmbH geführt. 
Zentrales Anliegen der kulturellen und sozialen Arbeit der Bildrecht ist es, mit den drei Ausstellungsflächen einen niederschwelligen Zugang zu zeitgenössischer Kunst zu gewährleisten und den Austausch innerhalb der Kunstszene voranzutreiben. Bei Verkäufen wird keine Provision eingehoben und die jeweilige Räumlichkeit wird den Kunstschaffenden kostenlos zur Verfügung gestellt.